# Daphnis und Chloe

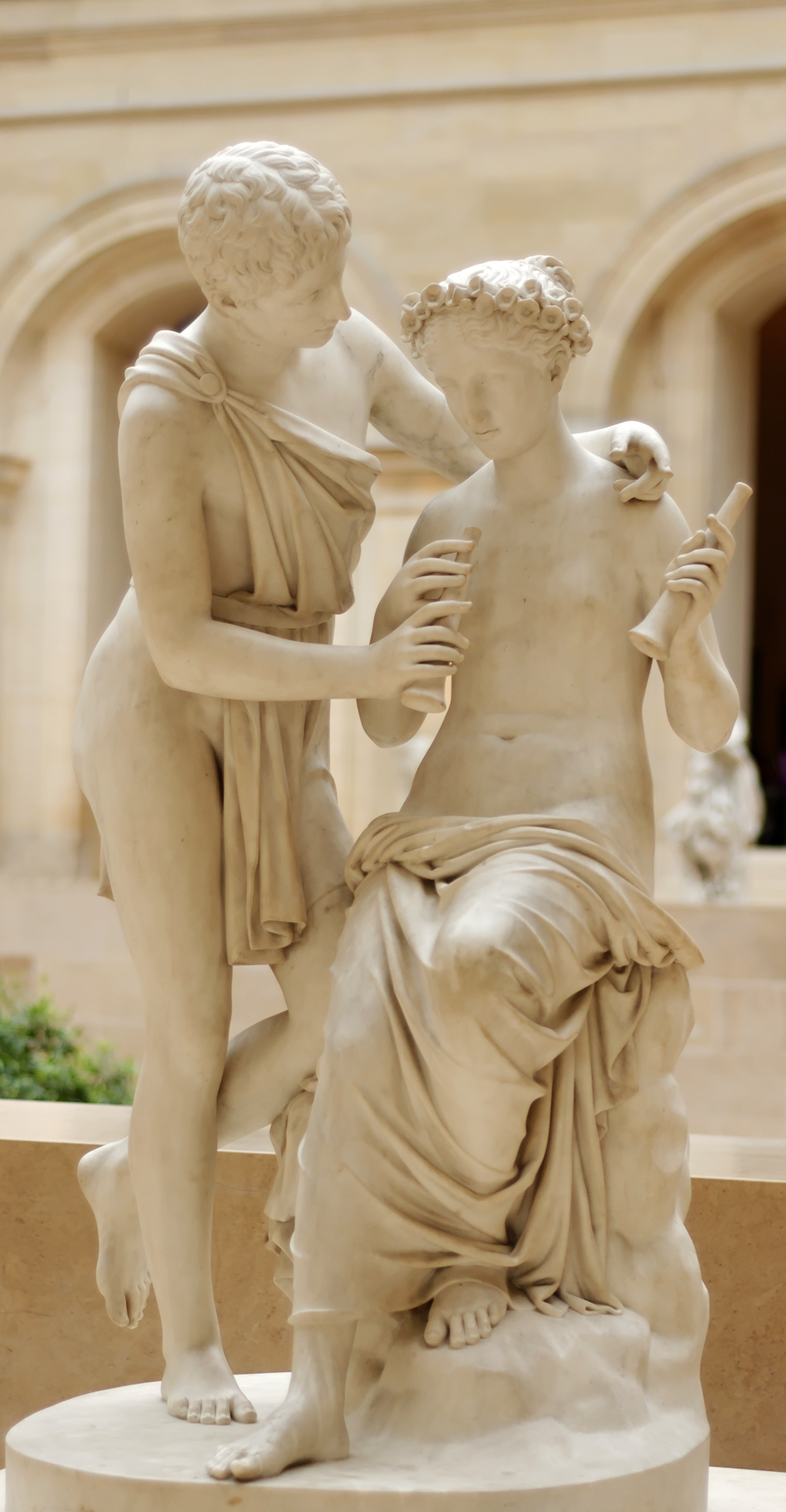
Jean-Pierre Cortot: Daphnis und Chloe (Marmor, Louvre)

Daphnis und Chloe (altgriechisch Δάφνις καὶ Χλόη Dáphnis kaí Chlóē) ist ein spätantiker Liebesroman des griechischen Schriftstellers Longos (latinisiert: Longus), der vermutlich gegen Ende des 2. Jahrhunderts geschrieben wurde und auf der ägäischen Insel Lesbos spielt.
Longos erzählt die Geschichte von den Findelkindern Daphnis und Chloe, die ihre Kindheit bei Hirten auf Lesbos erleben, voneinander getrennt werden, wieder zueinander finden, sich lieben und schließlich ihre Eltern wiederfinden und heiraten. Das Werk ist eine Mischung der Bukolik und des antiken Abenteuerromans.

## Inhalt
Schauplatz des Romans ist die Gegend um Mytilene auf der Insel Lesbos.
Erstes Buch
Daphnis wird im Wald von einer Ziege genährt, von dem Ziegenhirten Lamon gefunden und von ihm und dessen Frau Myrtale als Kind aufgenommen. Zwei Jahre später wird Chloe in einer Nymphenhöhle von einem Schaf genährt, so von dem Schäfer Dryas gefunden und von ihm und seiner Frau Nape aufgezogen. Den beiden Kindern waren Gaben beigelegt, die auf eine vornehme Herkunft schließen lassen.
Die Herden der beiden Adoptiveltern weiden nah beieinander, sodass sich bereits während der Kindheit eine Freundschaft zwischen Daphnis und Chloe entwickelt.
Die Gefühle der beiden werden zum ersten Mal deutlich, als Chloe Daphnis aus einer Grube rettet, in die er gestürzt war, und ihn danach beim Baden beobachtet. Sie kann ihre Gefühle noch nicht wirklich verstehen, begreift aber, dass Daphnis deren Ursache ist, und sie spürt das Verlangen, ihn wieder baden zu sehen. An dieser Stelle tritt Dorkon, ein Rinderhirte, in die Haupthandlung ein. Er war dabei behilflich, Daphnis aus der Grube zu befreien und verliebte sich dabei in Chloe. Bei einem Schönheits-Wettbewerb zwischen Daphnis und Dorkon erklärt Chloe Daphnis zum Sieger und gibt ihm einen Kuss als Preis. Dies ist die zweite Schlüsselstelle, da nun Daphnis für Chloe entflammt ist. Auch er kann sein Gefühl aber nicht benennen.
Die erotische Spannung wird gegen Ende des ersten Buches kurz unterbrochen, als Seeräuber die Küste überfallen und Daphnis entführen. Als Chloe Dorkon um Hilfe bitten will, findet sie ihn schwer verletzt und im Sterben liegend bei seiner Herde vor. Kurz vor seinem Tod schenkt er ihr seine Syrinx und verrät ihr, wie sie Daphnis damit retten kann. Chloe bringt mit der Syrinx die Rinder dazu, sich ins Meer zu stürzen und das Schiff der Seeräuber zum Kentern zu bringen, um so Daphnis die Flucht zu ermöglichen.
Zweites Buch
Im zweiten Buch nähern sich die beiden Verliebten wieder einander an. Bei einem Fest zu Ehren des Gottes Dionysos begegnet ihnen der Greis Philetas, der ihnen vom Gott Eros erzählt und erklärt, was die Liebe ist. Von ihm erfahren Daphnis und Chloe auch, wie sie ihre Liebeskrankheit heilen können:

„Denn gegen den Eros hilft kein Mittel, nicht was getrunken, nicht was eingenommen, nicht was in Zauberliedern ausgesprochen wird; keines als Kuss und Umarmung und Zusammenliegen mit nackten Leibern.“

Die beiden Verliebten zögern noch mit dem letzten Mittel, zumal sie gar nicht wissen, was damit eigentlich gemeint ist.
Die Ereignisse werden dramatisch, als reiche Jünglinge aus der Stadt Methymna an der Küste landen und Daphnis von ihnen Prügel bezieht. Er wird jedoch von Chloe und anderen Hirten gerettet, und die Jünglinge werden in die Flucht geschlagen. Diese kehren mit Truppen zurück und entführen Chloe. Daphnis fleht die Nymphen und den Hirtengott Pan um Hilfe an. Pan erwirkt Chloes Freilassung. Wieder vereint, schwören die beiden Verliebten einander ewige Liebe.
Drittes Buch
Die erotische Spannung zwischen Daphnis und Chloe intensiviert sich, als Daphnis Chloe mitten im Winter besucht. Im Frühling versuchen die beiden, dem Rat des Philetas zu folgen und unbekleidet zusammenzuliegen. Da das allein nicht hilft, versuchen sie, es ihren Tieren gleichzutun. Doch auch das ist nicht von Erfolg gekrönt.
Die Frau eines Bauern, Lykainion, die Daphnis begehrt und um den Frust der Verliebten weiß, macht sich die Situation zunutze. Sie lockt Daphnis unter einem Vorwand zu sich, sagt ihm, sie werde ihn lehren, wie er sein Verlangen mit Chloe stillen könne, und schläft mit ihm. Daphnis hat jedoch Angst, mit Chloe zu schlafen, da Lykainion ihm erzählt, dass Mädchen, wenn sie zur Frau werden, stark bluten. Derweil werben viele andere Männer um Chloe bei ihrem Pflegevater Dryas. Daphnis hat eine Vision von den Nymphen, die ihn letztlich zu einem Beutel voller Geld führen, was ihm den Zuschlag von Dryas einbringt, sodass einer Vermählung des Paares nichts mehr im Wege zu stehen scheint.
Viertes Buch

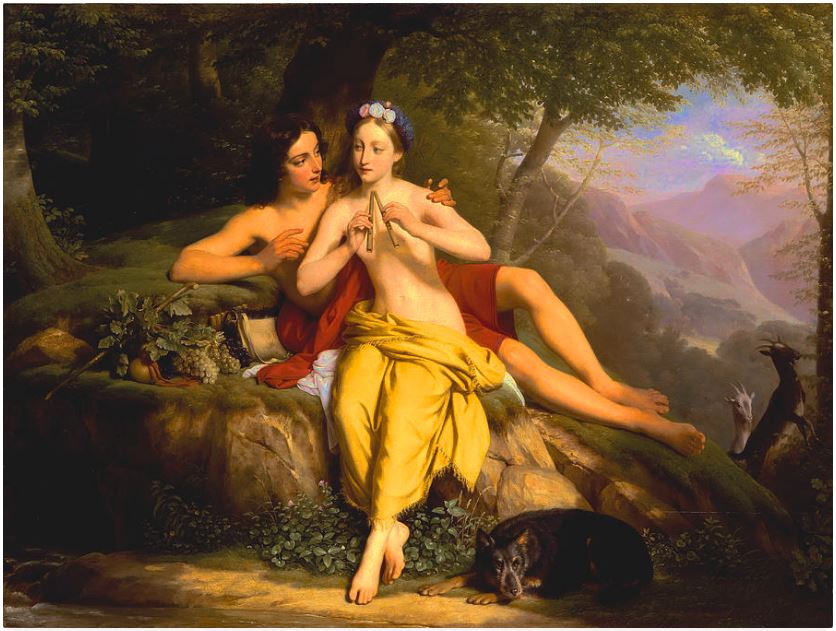
Daphnis und Chloe – Louise Marie-Jeanne Hersent-Mauduit

Die Gutsbesitzer kommen, um ihre Ländereien zu besichtigen: darunter Dionysophanes, sein Sohn Astylos und dessen „Parasit“, der Vielfraß Gnathon. Dieser versucht Daphnis als Liebhaber zu gewinnen. Um das zu verhindern, erzählt Lamon die Geschichte seines Ziehsohnes, und es stellt sich heraus, dass Dionysophanes der Vater von Daphnis ist.
Chloe wird von Lampis, einem Rinderhirten, entführt, da dieser glaubt, Daphnis habe durch sein neues Leben das Vorhaben, sie zur Frau zu nehmen, aufgegeben. Als Daphnis von der Entführung seiner Liebsten erfährt, eilt Gnathon ihm zu Hilfe und befreit Chloe, um Daphnis’ Gunst zurückzugewinnen, da dieser als Sohn von Dionysophanes nun ebenfalls sein Herr ist. Daphnis verzeiht Gnathon, dass er ihn mit seiner Werbung belästigt hat. Nun stellt sich heraus, dass auch Chloe aus einer reichen Familie stammt. Daphnis und Chloe können endlich heiraten. Die beiden feiern ihre Hochzeit auf dem Lande. Sie leben weiter auf dem Land und verzichten auf den Luxus der Stadt. Sie bekommen zwei Kinder, der Junge wird von der Milch einer Ziege ernährt, das Mädchen von der Milch eines Schafs.

„Und nicht bloß damals, sondern so lange sie lebten, führten sie ein Hirtenleben, verehrten die Götter, die Nymphen, den Pan, den Eros, schafften große Herden von Schafen und Ziegen an und kannten keine süßere Kost als Obst und Milch.“

## Charaktere
Daphnis
Daphnis tritt fast während der gesamten Handlung als Jüngling von etwa 15–16 Jahren auf. Er wird als sonnengebräunt, dunkelhaarig und nicht besonders kräftig beschrieben. Er zeigt sich meistens zurückhaltend, bescheiden, schüchtern und kindlich naiv. Er gerät im Laufe der Handlung immer wieder in gefährliche Situationen, aus denen er sich jedoch nicht selbst befreien kann. Durch diese Hilfsbedürftigkeit entspricht er nicht der klassischen Definition eines antiken Helden. Als seine Lebensumstände sich durch die Zusammenkunft mit seinen leiblichen Eltern standesmäßig stark verbessern und ihm eine Zukunft voller Wohlstand in Aussicht steht, verzichtet er freiwillig darauf, um das einfache Leben unter Hirten und Bauern mit seiner geliebten Chloe weiterzuführen.
Die Person des Daphnis ist offenbar vom mythischen Daphnis inspiriert.
Chloe
Chloe ist zwei Jahre jünger als Daphnis und befindet sich am Ende des Romans somit nach antikem Brauch im heiratsfähigen Alter. Sie ist ein liebes, unschuldiges Mädchen, wunderschön und ebenso wie Daphnis kindlich naiv. Sie ist für viele Jungen und Männer ein Objekt der Begierde, was sowohl sie als auch Daphnis des Öfteren in heikle Situationen bringt. Auch sie schätzt das einfache Hirtenleben mehr als den Luxus in der Stadt und erfreut sich eher an den kleinen Dingen und an ihrer reinen Liebe zu Daphnis, den Schafen und der Natur.

## Vorlagen
Der Roman Daphnis und Chloe übernimmt die typischen Merkmale des antiken Abenteuerromans. Dazu gehört zum Beispiel das Konzept einer vollkommen symmetrischen Liebe: Daphnis und Chloe lieben einander völlig gleichberechtigt, ebenso wie die Heldenpaare etwa bei Heliodor (ca. 4. Jh.) oder Achilleus Tatios (2. Jh.). Vom Roman des Achilleus Tatios scheinen ganze Passagen bei Longos inspiriert zu sein. Zugleich ist das Werk in den Bereich der bukolischen Dichtung verlegt: Es geht nicht, wie in den anderen Abenteuerromanen, um ausgedehnte Reisen, sondern um die Entwicklung der Sexualität und der Liebe. Die Reisen sind also gleichsam zu einer inneren Reise umgewandelt. Als Archeget der Bukolik gilt Theokritos, und von diesem übernimmt Longos ganze Passagen.
Ein anderer Dichter, auf den sich Longos bezieht, ist Philetas, nach dem er einen weisen Hirten benennt, der Daphnis und Chloe über Eros aufklärt. Von diesem Philetas ist leider kaum etwas überliefert.
Wie alle antiken Romanautoren bezieht auch Longos sich häufig auf die Geschichtsschreibung, vor allem auf Thukydides, und auf die Neue Komödie. Auch viele Zitate aus Homer und Sappho sind zu finden. Auffällig ist ein Bezug zu der Dichterin Anyte von Tegea. Doch Longos erzählt nicht nur eine spannende Liebesgeschichte, sondern entwirft auch ein Liebesmodell und eine eigene Poetik. Beides vergleicht er mithilfe von Zitaten durchwegs mit Platon, insbesondere mit dessen Dialog Phaidros, der unter anderem vom Wesen des Eros und der Inspiration der Dichter handelt.

## Stil
Der Stil des Longos entspricht den von Hermogenes von Tarsos beschriebenen Stilrichtungen der Süße und Schlichtheit und passt somit zum naiven Wesen der Protagonisten Daphnis und Chloe. Zugleich sind ganze Passagen des griechischen Originals aber auffällig rhythmisiert und gereimt. Der Reim, der in der antiken Dichtung keine Rolle spielte, war ein stilistisches Mittel virtuoser Prosa. Die Reime und der Rhythmus wurden in den bisherigen Übersetzungen ins Deutsche nicht berücksichtigt. Die erste Übersetzung, die den Reim und den Rhythmus nachahmt, ist die von Ondřej Cikán und Georg Danek.
Die poetischen Passagen wechseln sich mit Szenen ab, die komisch, ja beinahe grotesk sind.
Typisch für Longos ist auch die durchkomponierte Motivierung der Handlung. Jedes Handlungselement baut auf einem anderen auf. So landen zum Beispiel die reichen Methymnäer in der Nähe der Weiden von Daphnis und Chloe. Ein Bauer klaut ihnen das Haltetau ihres Schiffs. Sie verwenden stattdessen Weidenrinde und gehen jagen. Ihre Hunde treiben die Ziegen des Daphnis aus den Bergen zum Ufer. Eine Ziege frisst die Weidenrinde, das Schiff treibt vom Ufer ab und geht unter. Später findet Daphnis den Beutel mit Geld, der nach dem Schiffsuntergang angeschwemmt worden ist, und kann mit diesem Geld um Chloe werben.

## Rezeption in Literatur, Kunst und Musik

### Literarische Rezeption
Daphnis und Chloe war Vorlage für viele Werke der europäischen Hirtendichtung des 16./17. Jh., z. B. La Sireine von Honoré d’Urfé, die Diana enamorada von Jorge de Montemayor, die Aminta von Torquato Tasso und The Gentle Shepherd des Schotten Allan Ramsay. Noch der immens erfolgreiche Roman Paul et Virginie (1784) von Jacques-Henri Bernardin de Saint-Pierre ist ein später Nachfahre.
Johann Wolfgang von Goethe griff den Stoff von Daphnis und Chloe zwar nicht in seinen eigenen Werken auf, doch in den Gesprächen mit Johann Peter Eckermann brachte er 1831 mehrfach seine hohe Wertschätzung für Longos’ Werk zum Ausdruck: Es sei ein Meisterstück, 

„das ich oft gelesen und bewundert habe, worin Verstand, Kunst und Geschmack auf ihrem höchsten Gipfel erscheinen.“

Besonders hob er die darin geschilderten glückseligen Zustände hervor:

„Das Gedicht ist so schön, sagte er, daß man den Eindruck davon, bei den schlechten Zuständen in denen man lebt, nicht in sich behalten kann, und daß man immer von neuem erstaunt, wenn man es wieder liest. Es ist darin der helleste Tag, (...) 
 (...) bei aller mäßigen Abgeschlossenheit, sagte Goethe, ist darin eine vollständige Welt entwickelt. Wir sehen Hirten aller Art, Feldbautreibende, Gärtner, Winzer, Schiffer, Räuber, Krieger und vornehme Städter, große Herren und Leibeigene. (...)
 Und nun die Landschaft! sagte Goethe (...) Und keine Spur von trüben Tagen, von Nebel, Wolken und Feuchtigkeit, sondern immer der blaueste reinste Himmel, die anmutigste Luft (...) 
 Das ganze Gedicht (...) verrät die höchste Kunst und Kultur. Es ist so durchdacht, daß darin kein Motiv fehlt. (...) Man müßte ein ganzes Buch schreiben, um alle großen Verdienste dieses Gedichts nach Würden zu schätzen. Man tut wohl, es alle Jahr einmal zu lesen, um immer wieder daran zu lernen, und den Eindruck seiner großen Schönheit aufs neue zu empfinden.“

Auch moderne Werke beruhen auf Daphnis und Chloe, darunter der japanische Roman Die Brandung (Shiosai) von Mishima Yukio.

### Bildende Kunst
Zahlreiche illustrierte Ausgaben liegen vor, darunter eine mit den Zeichnungen von Pierre Paul Prud’hon. Besonders berühmt ist die Serie von Lithographien von Marc Chagall. 1937 veröffentlichte Aristide Maillol eine Serie von 52 Holzschnitten als Mappe.
Auguste Rodin schuf eine Skulptur, die Daphnis und Lykainion zeigt. Unter den modernen Bildhauern, die Daphnis und Chloe verarbeitet haben, sind etwa Rolf Brem und Wim Delvoye zu nennen.

### Fotografie
Karl Lagerfeld hat 2013 die Liebesgeschichte von Daphnis und Chloe in seinem Bilderzyklus Moderne Mythologie inszeniert. Die Fotografien entstanden u. a. mit den Models Baptiste Giabiconi und Bianca Balti in Südfrankreich und waren zuerst in der Hamburger Kunsthalle in der Ausstellung Feuerbachs Musen – Lagerfelds Models zu sehen (21. Februar 2014 bis 14. Juni 2014).  Die konkrete Inspiration für seinen Bilderzyklus bezog Karl Lagerfeld dabei aus einer Ausgabe des Werks im Verlag Hauswedell & Co von 1939 mit 31 Holzschnitten der Bildhauerin und Grafikerin Renée Sintenis.

### Musik
Oper
- Eine 3-Akt-Pastorale von Joseph Bodin de Boismortier aus dem Jahre 1747.
- Jean-Jacques Rousseau schrieb eine heroische Pastorale mit Namen Daphnis und Chloe zwischen 1774 und 1776. Durch seinen Tod im Jahre 1778 wurde das Werk aber nie fertiggestellt.
- Eine Ein-Akt-Operette von Jacques Offenbach aus dem Jahre 1860.

Ballett

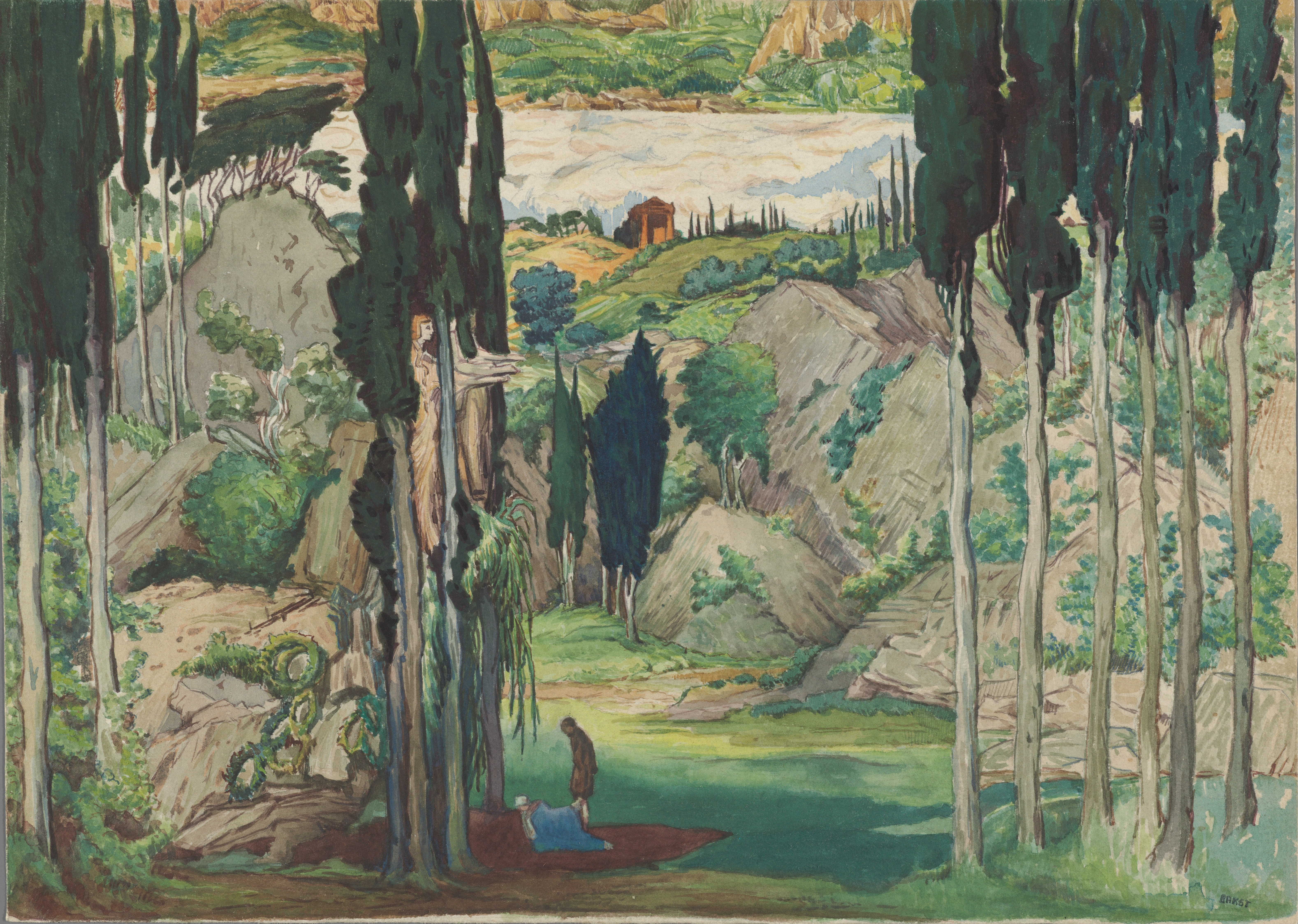
Léon Bakst: Bühnenbild für das Ballett Daphnis et Chloë von Ravel, 1912

- Maurice Ravel schrieb 1912 das Ballettstück Daphnis und Chloe für Sergei Pawlowitsch Djagilews Ballets Russes, choreographiert von Michel Fokine.
- Die Musik von Ravel wurde auch in dem gleichnamigen Stück von Frederick Ashton verwendet, zuerst aufgeführt vom Sadler’s Wells Ballet (jetzt Royal Ballet) im Covent Garden am 5. April 1951 mit Margot Fonteyn als Chloe und Michael Somes als Daphnis. Für das Decor war John Craxton zuständig.
- John Neumeier choreographierte das Ballet Daphnis und Chloe für das Frankfurter Ballett.
- Jean-Christophe Maillot kreierte 2010 eine Choreographie des Ballets Daphnis und Chloe für Les Ballets de Monte Carlo.

### Film
Das Werk wurde 1931 von Orestis Laskos als Film umgesetzt, der als einer der ersten griechischen Kinoklassiker gilt und mit den für die damalige Zeit unüblichen Nacktszenen in einigen Szenen für Furore sorgte.
Die Geschichte diente auch als Vorlage für den 1963 entstandenen Film  (Mikres Afrodites, Junge Aphroditen) des griechischen Filmemachers Nikos Koundouros, mit einem Drehbuch von Vassilis Vassilikos.
Von Daphnis und Chloe ist auch der Film Die blaue Lagune von Randal Kleiser, USA 1980, inspiriert.

## Übersetzungen und Editionsgeschichte
Der Roman wurde 1559 von Jacques Amyot, dem späteren Bischof von Auxerre, ins Französische übersetzt, diese Version (insbes. in der Überarbeitung von Paul-Louis Courier) fand weitere Verbreitung als der griechische Originaltext. Dieser wurde erst 39 Jahre später in Florenz von Columbani erstmals gedruckt.
Bedeutende weitere Ausgaben sind die von
- Gottfried Jungermann (1605)
- Jean-Baptiste Gaspard d’Ansse de Villoison (1778, die erste kommentierte Standardausgabe)
- Christoph Wilhelm Mitscherlich (1794/1798)
- Adamantios Korais (1802)
- Johann Georg Krabinger (1809)
- Paul-Louis Courier (1810, mit neu entdeckten Teilen)
- Christian Friedrich Wilhelm Jacobs (1832)
- Ernst E. Seiler (1835)
- Rudolf Hercher (1858, mit maßgeblicher Absatznummerierung)
- Nikolaus Pikkolos (1866)
- Otto Kiefer (1904)
- William D. Lowe (1908)
- Ernst Hauswedell & Co (1939, mit Holzschnitten von Renée Sintenis)
- Michael D. Reeve (1982, die heute maßgebliche textkritische Ausgabe)
- Kurt Steinmann (2019)

### Kommentierte Übersetzungen ins Deutsche
- Otto Schönberger: Longos: Hirtengeschichten von Daphnis und Chloe. Akademie-Verlag, Berlin 1960 (Fünfte, verbesserte Auflage bei: Artemis und Winkler, Düsseldorf/Zürich 1998, ISBN 3-7608-1700-9).
- Longus: Hirtengeschichten von Daphnis und Chloe. Mit Fotografien von Karl Lagerfeld. L.S.D. Göttingen 2014, ISBN 978-3-86930-756-5.
- Ondřej Cikán, Georg Danek: Longos: Daphnis und Chloë – Ein poetischer Liebesroman. Ketos-Verlag, Wien/Prag 2018, ISBN 978-3-903124-01-1.

### Ältere Übersetzungen ins Deutsche
- Siehe Wikisource

### Weitere kommentierte Übersetzungen
- J. R. Morgan: Longus: Daphnis and Chloe. Aris & Phillips, Oxford 2004, ISBN 0-19-955495-1.
- J.-R. Vieillefond: Longus: Pastorales. Les Belles Lettres, Paris 1987, ISBN 2-251-00383-5.
- Maria Pia Pattoni: Longo Sofista: Daphni e Chloe. Rizzoli, Milano 2005, ISBN 88-17-00609-2.
- Jeffrey Henderson: Longus, Daphnis and Chloe. Xenophon of Ephesus, Anthia and Habrocomes. Loeb, Cambridge (Mass.) 2009, ISBN 978-0-674-99633-5.

### Sekundärliteratur
- Klaus Alpers: Der Garten des Philetas. Longos und Lukian. In: Zeitschrift für Papyrologie und Epigraphik. 136, 2001, S. 43–48.
- Jean Alvares: Reading Longus’ Daphnis and Chloe and Achilles Tatius’ Leucippe and Clitophon in Counterpoint. In: Sh. N. Byrne, E. P. Cueva, J. Alvares (Hrsg.): Authors, Authority, and Interpreters in the Ancient Novel. Groningen 2006, S. 1–33.
- Ewen L. Bowie: The Function of Mythology in Longus’. Daphnis and Chloe. In: J. A. López Férez (Hrsg.): Mitos en la literatura griega helenistica e imperial. Madrid 2004, S. 361–376.
- Gerlinde Bretzigheimer: Die Komik in Longos’ Hirtenroman Daphnis und Chloe. In: Gymnasium. Band 95, 1998, S. 515–555.
- Ondřej Cikán: Eingegrabener Wein, gewinnbringende Syrinx. Zum Humor des Longos und einem Übersetzungsproblem (I,19 u. III,29). In: Folia Philologica. 140, 2017, S. 315–341.
- Beate Czapla: Literarische Lese, Kunst und Liebesmodelle. Eine intertextuelle Interpretation von Longos’ Hirtenroman. In: Antike und Abendland. 48, 2002, S. 18–42.
- Georg Danek, Robert Wallisch: Notizen zu Longos, Daphnis und Chloe. In: Wiener Studien. 106, 1993, S. 45–60.
- Stephen J. Epstein: Longus’ Werewolfes. In: Classical Philology. 90, 1995, S. 58–73.
- Christos Fakas: Seeräuberei und Homoerotik bei Longos. In: Würzburger Jahrbücher für die Altertumswissenschaft. 29, 2005, S. 185–191.
- Richard L. Hunter: A study of “Daphnis and Chloë”. CUP, Cambridge, Mass. 1983, ISBN 0-521-25452-3.
- Bruce D. MacQueen: Myth, Rhetoric, and Fiction: a Reading of Longus’ Daphnis and Chloe. University of Nebraska, Lincoln/London 1990, ISBN 0-8032-3137-7.
- Reinhold Merkelbach: Die Hirten des Dionysos. Die Dionysos-Mysterien der römischen Kaiserzeit und der bukolische Roman des Longus. Teubner, Stuttgart 1988, ISBN 3-519-07410-9.
- Silke Trojahn: Schäferidyll, Hirtenkitsch, Erotik, Kunst. Illustrierte Ausgaben von Longos' „Daphnis und Chloë“ in der Berliner Sammlung „Künstlerische Drucke“. In: Bibliotheksmagazin. Mitteilungen aus den Staatsbibliotheken in Berlin und München. Heft 1, 2011, S. 8–12.
- Michael D. Reeve: Hiatus in the Greek Novelists. In: Classical Quarterly. 21, 1971, S. 514–539.
- Dörte Teske: Der Roman des Longos als Werk der Kunst. Untersuchungen zum Verhältnis von Physis und Techne in Daphnis und Chloe. Aschendorff, Münster 1991, ISBN 3-402-05410-8.
- Katharina Waldner: Religion im Roman des Longos: Die Erfindung des „Hirteneros“ auf Lesbos. In: Archiv für Religionsgeschichte. 11, 2009, S. 263–283.
- Günter Wojaczek: Daphnis. Untersuchungen zur griechischen Bukolik (= Beiträge zur klassischen Philologie. Heft 34). Anton Hain, Meisenheim am Glan 1969, DNB 458692573 (Dissertation Universität Köln 1969).
- Froma I. Zeitlin: The Poetics of Erôs: Nature, Art, and Imitation in Longusʼ Daphnis and Chloe. In: D. M. Halperin, J. J. Winkler, F. I. Zeitlin (Hrsg.): Before Sexuality: the Construction of the Erotic Experience in the Ancient Greek World. Princeton 1990, S. 417–464.